# Paracanthonchus viviparus
Paracanthonchus viviparus är en rundmaskart. Paracanthonchus viviparus ingår i släktet Paracanthonchus, och familjen Cyatholaimidae. Arten är reproducerande i Sverige.